# 노시로미나토정
노시로미나토정(能代港町)은 아키타현 야마모토군에 있던 정이다. 현재의 노시로시 중심부에 해당한다.

## 역사
- 1889년 4월 1일 - 정촌제 시행에 의해 야마모토군 노시로미나토정이 성립하였다.
- 1940년 10월 1일 - 사가키촌, 시노노메촌이 합병해, 요코테시가 성립하였다. 동일 노시로미나토정은 폐지되었다.

## 교통

### 철도
- 철도성 (현:동일본 여객철도)
  - 고노선

### 도로
- 오슈 가도 (현:국도 101호선)